# Mõisamaa (Märjamaa)
Mõisamaa (Duits: Moisama) is een plaats in de Estlandse gemeente Märjamaa, provincie Raplamaa. De plaats heeft de status van dorp (Estisch: küla).
De rivier Vigala stroomt door Mõisamaa.

## Bevolking
De ontwikkeling van de bevolking blijkt uit het volgende staatje:
| Jaar            | 2000 | 2011 | 2021 |
| --------------- | ---- | ---- | ---- |
| Aantal inwoners | 145  | 122  | 51   |

## Geschiedenis
De plaats werd voor het eerst genoemd in 1586 onder de naam Mausa Assa of Maura Assa, een dorp op het landgoed van Waddemois (Vaimõisa). Na de Grote Noordse Oorlog (1700-1721) werd Mõisamaa een zelfstandig landgoed, maar in 1726 werd het nog wel samen met Vaimõisa genoemd (als ‘Waddemois und Moisama’). In 1732 was de scheiding definitief. Het landgoed was o.a. in handen van de families von Stackelberg en von Wendrich.
Tijdens de Revolutie van 1905 werd het landhuis van Mõisamaa door de opstandelingen in brand gestoken, maar het werd herbouwd. Het herbouwde landhuis heeft een hoge vleugel met twee woonlagen en een lage vleugel met één woonlaag; het is in gebruik als verpleeghuis. Ook enkele bijgebouwen zijn bewaard gebleven, maar niet allemaal in originele staat.
Tussen 1902 en 1917 was het landgoed in handen van Eduard von Lueder. Tot de onteigening door het onafhankelijk geworden Estland in 1919 was het in handen van Alfred Schmidt.
In 1977 werd het buurdorp Nihu bij Mõisamaa gevoegd.